# متحف السجاد في إيران
متحف السجاد في إيران: هو من أهم المتاحف في إيران والذي أنشئ قبل أكثر من ثلاثة عقود بأمر من فرح ديبا زوجة الشاه الإيراني محمد رضا بهلوي، ويضم المتحف أكثر من خمسمائة قطعة فريدة من السجاد قد تكون الأفضل من نوعها، وبعض هذه القطع عمرها يتراوح بين 400 و500 عام لِتعُد بهذا أكبر مجموعة من المفروشات العتيقة في العالم. وكذلك يضم المتحف أكثر أنواع السجاد الإيراني قيمة منذ القرن التاسع الهجري حتى الوقت الحاضر، كما ويضم انواعاً مختلفة من السجاد اليدوي والبساط حسب جودتها وقدمها إضافةً إلى الميزات التي يحظى بها السجاد الإيراني من حيث الرسم والتصميم والنقش والحياكة والتنوع والانتشار الجغرافي لحياكة السجاد. مبنى المتحف له هندسة معمارية أنيقة ورائعة وتشبه واجهته الخارجية إلى حدٍ كبير آلة حياكة السجاد اليدوية. وله قاعتان بمساحة 3400 متر مربع، يُعرَض فيهما السجادات والبسط التي نسجت يدوياً وتم تخصيص الطابق الأرضي للعرض الدائم لـ 150 قطعة من السجاد والبسط القيمة والثمينة وخصص الطابق الثاني للمعارض الموسمية ولوحات من روائع السجاد الإيراني ومكتبة لكتب ومجلات ودراسات عن فن السجاد الفارسي والسجاد الشرقي بشكل عام وفيها (7000) كتاب.
- يذكر ان اقدم سجاد في العالم هو السجاد الذي عثر عليه في بازيريك بجنوب سيبيريا عام 1949م، يعود قدمه إلى 2500 سنة مضت، تعود حياكته إلى إيران في العهد الإخميني. وجاء أول دليل موثق على وجود السجاد الإيراني من النصوص الصينية التي يعود تاريخها إلى الفترة الساسانية (224-641 م).[5] وكانت الامبراطورية الصفوية وراء تصنيع السجاد الحرفي وعملت على تصديره إلى الخارج، وخاصة إلى آسيا والإمبراطورية العثمانية وأوروبا.[2]

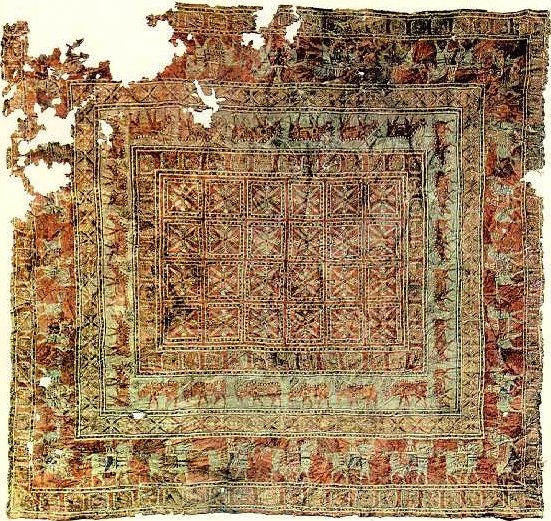
سجاد بازيريك أقدم سجادة في العالم منذ 2500 عام

## الموقع
يقع متحف السجاد الإيراني، في شارع كاركر الشمالي عند تقاطع الدكتور فاطمي، في الجانب الشمالي من متنزة لالة في العاصمة الإيرانية طهران.

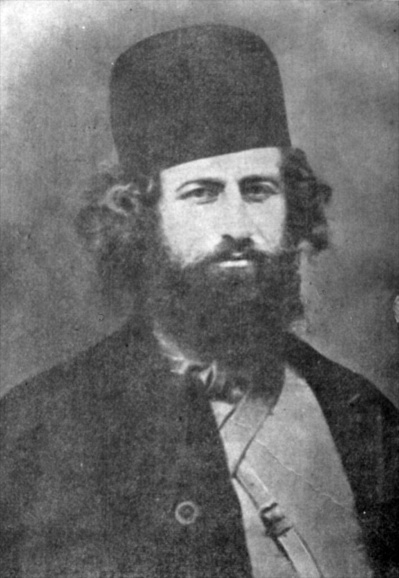
الميرزا كوجك خان، والتي توجد سجادة فريده بأسمه داخل المتحف حيث تعود إلى العهد القاجاري

## نبذة عن مقتنيات المتحف
ان معظم القطع التي يعرضها المتحف تعود للحقبة ما قبل الثورة الإسلامية العام 1979م، وليس فقط من داخل إيران ولكن أيضاً عبر إحضارها من الخارج عبر دُور المزادات، ما يجعل المتحف وجهة سياحية لاستعراض الفن الذي يتميز به الإيرانيون عن غيرهم. توجد في المتحف قطع عمرها يتراوح بين 400 و500 عام تعود للامبراطورية الصفوية (1500-1700) لكن معظم القطع ترجع إلى عصر الدولة القاجارية (التي حكمت بلاد فارس ما بين 1785 و1925). ومن أهم النماذج الأثرية الفاخرة في متحف طهران للسجاد الإيراني هي:
- العهد الأخميني: يضم المتحف أقدم سجادة في العالم وهي سجادة بازيريك التي يعود تاريخ حياكتها إلى 2500 سنة ماضية، تمّ العثور عليها سنة 1949 للميلاد في جنوب منطقة سيبريا.
- العهد القاجاري: توجد في المتحف سجادةٌ ثمينةٌ نسجت على يد فنّاني مدينة كاشان في أحجام 130-220 سم ويُطلق عليها اسم «سجادة ميرزا كوجك خان جنكلي» لأنّه نُقشت عليها صورةٌ من هذا الثائر الوطني.
- العهد الصفوي: وهي السجادات الثلاثة المزركشة الحريرية المنسوجة في أصفهان طيلة العهد الصفوي، وكانت تتزيّن بها قصور الملك العباسي.
- نماذج أخرى: وتشتمل على سجادات صور الشاهنامه البايسنغري <أي السجادات التي نقشت عليها صور لطيفة من قصص الشاهنامه (اثر الشاعر الإيراني الكبير فردوسي)>، قسمٌ يعكس لزائريه زوايا من اساطير إيران وثقافتها ودينها وأدبها وفنها.

## معرض الصور

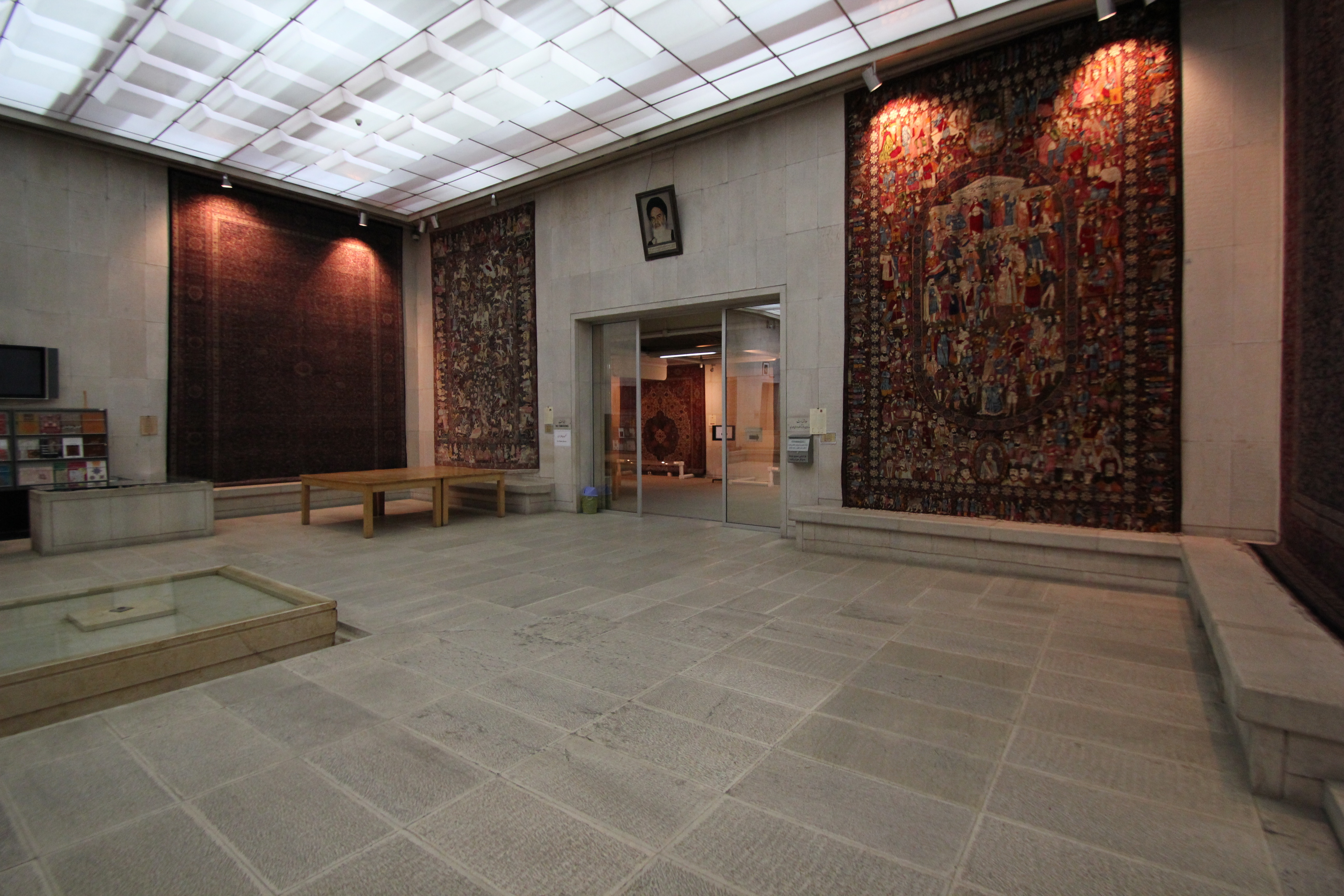
منظر لمتحف السجاد
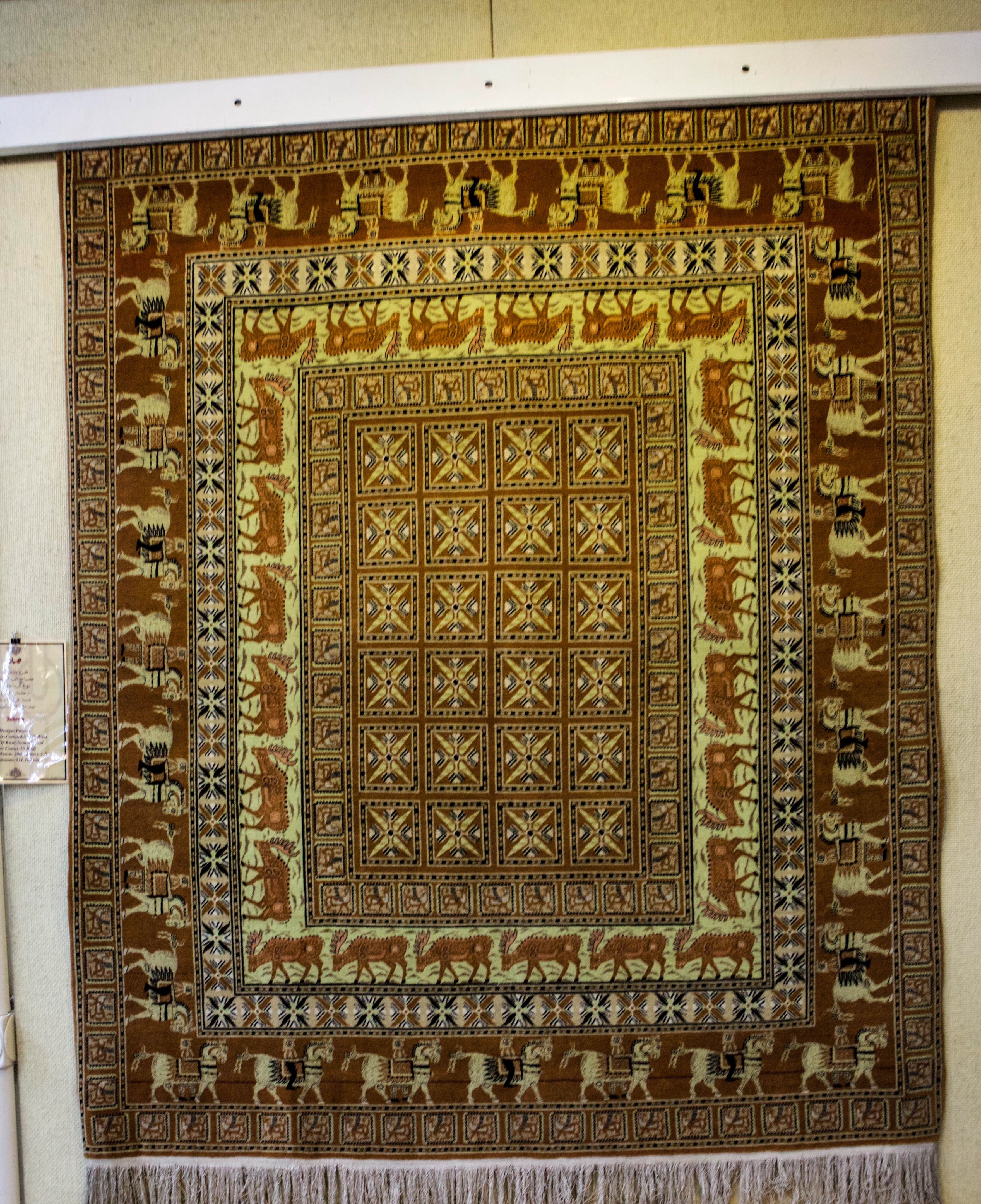
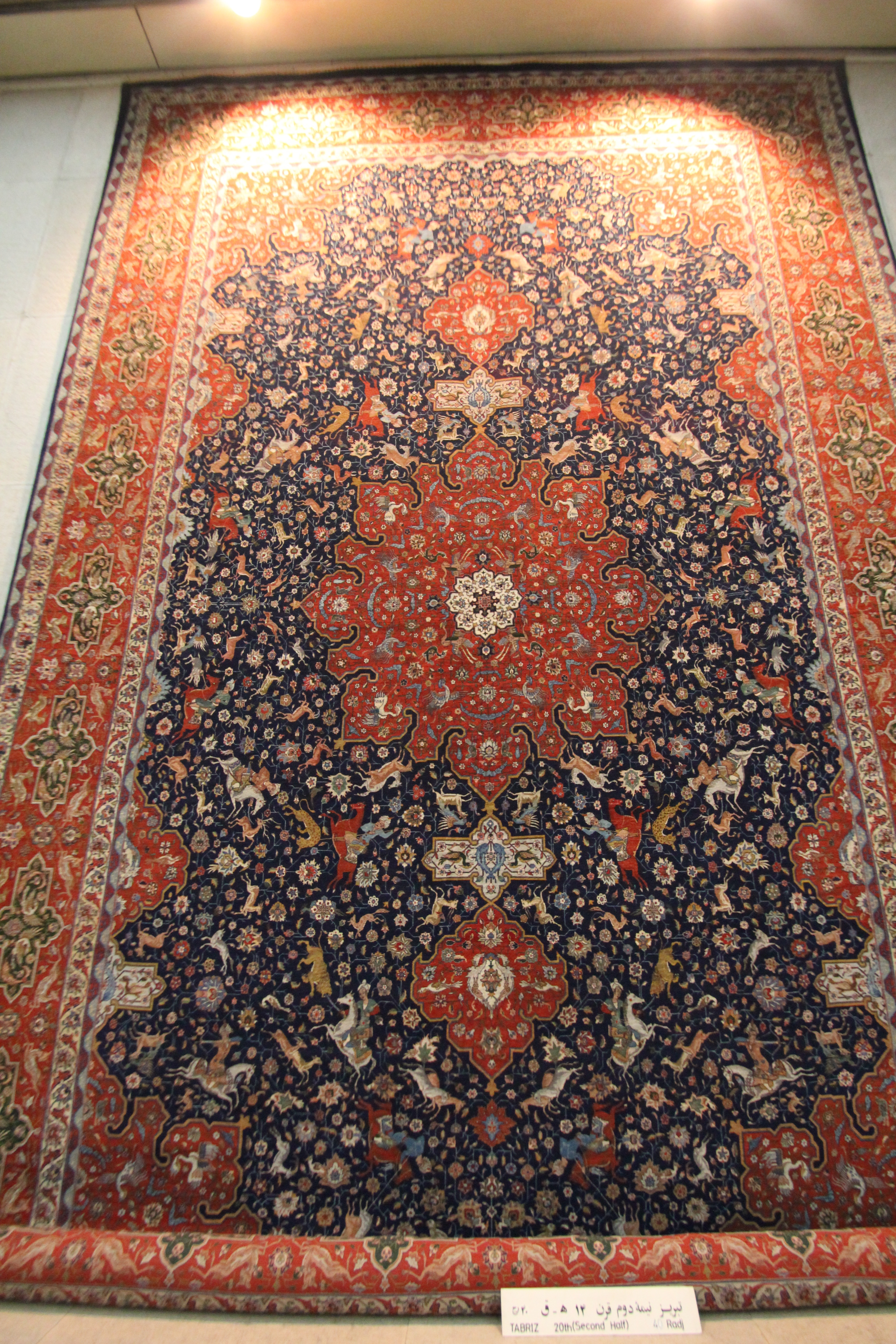
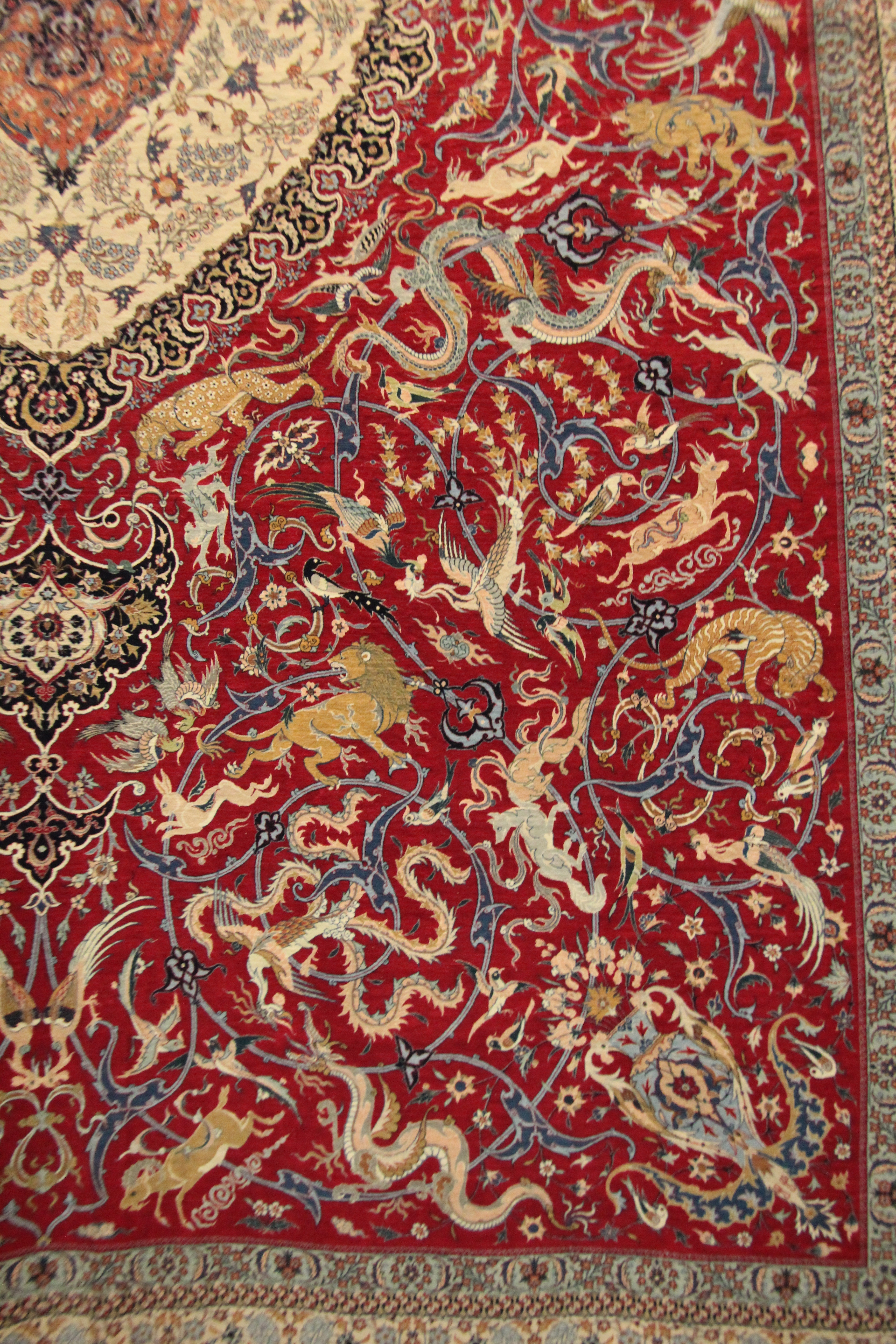
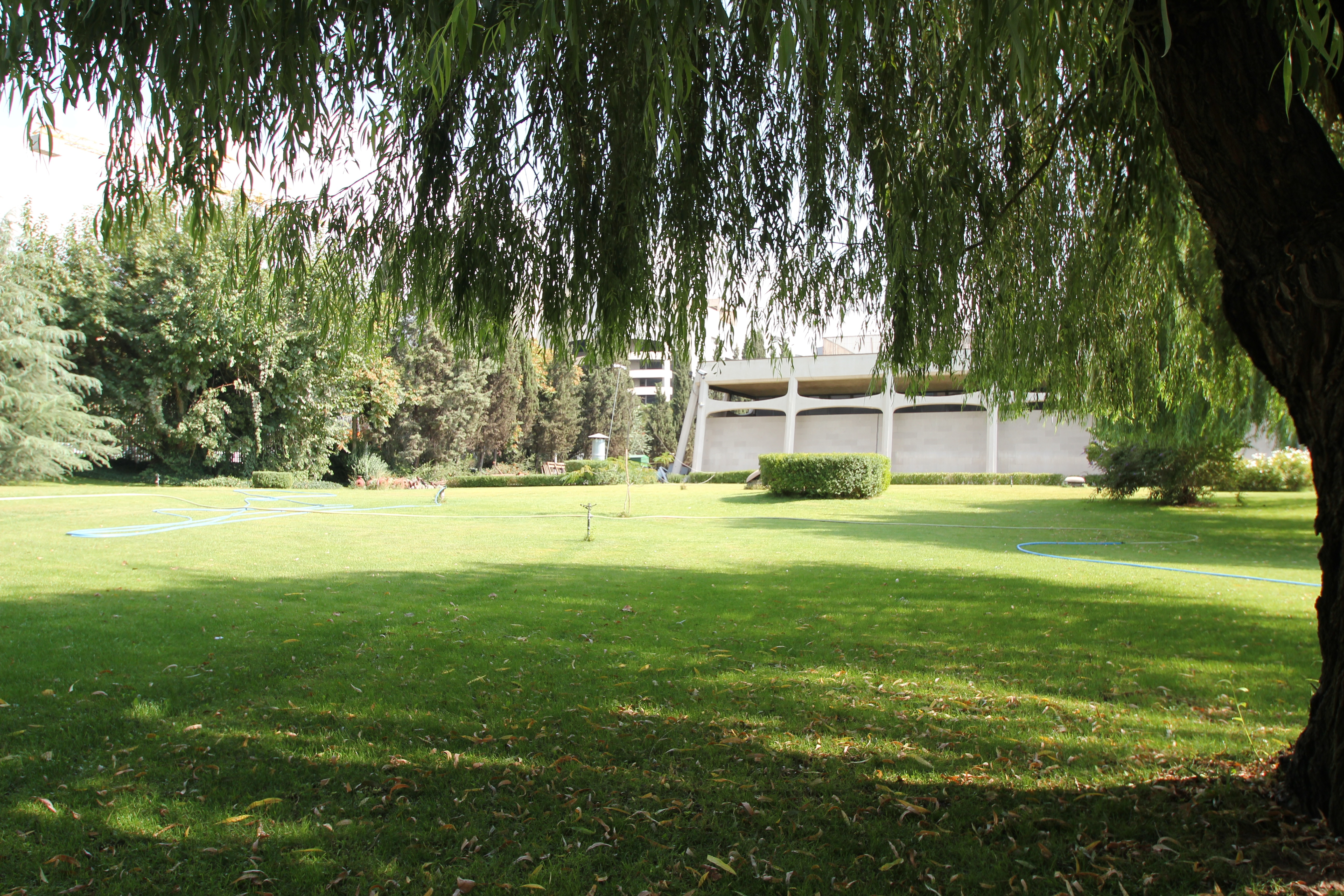
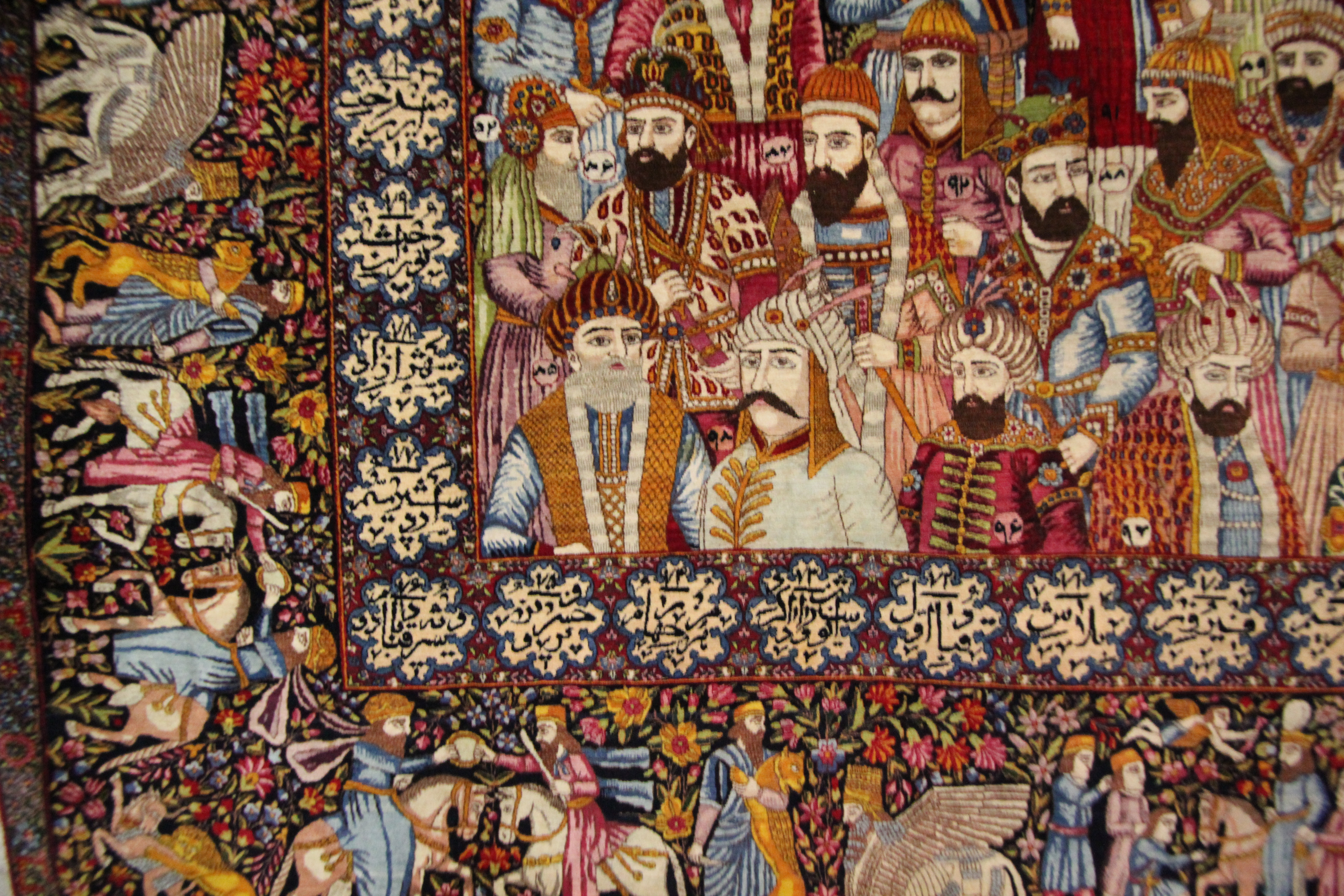
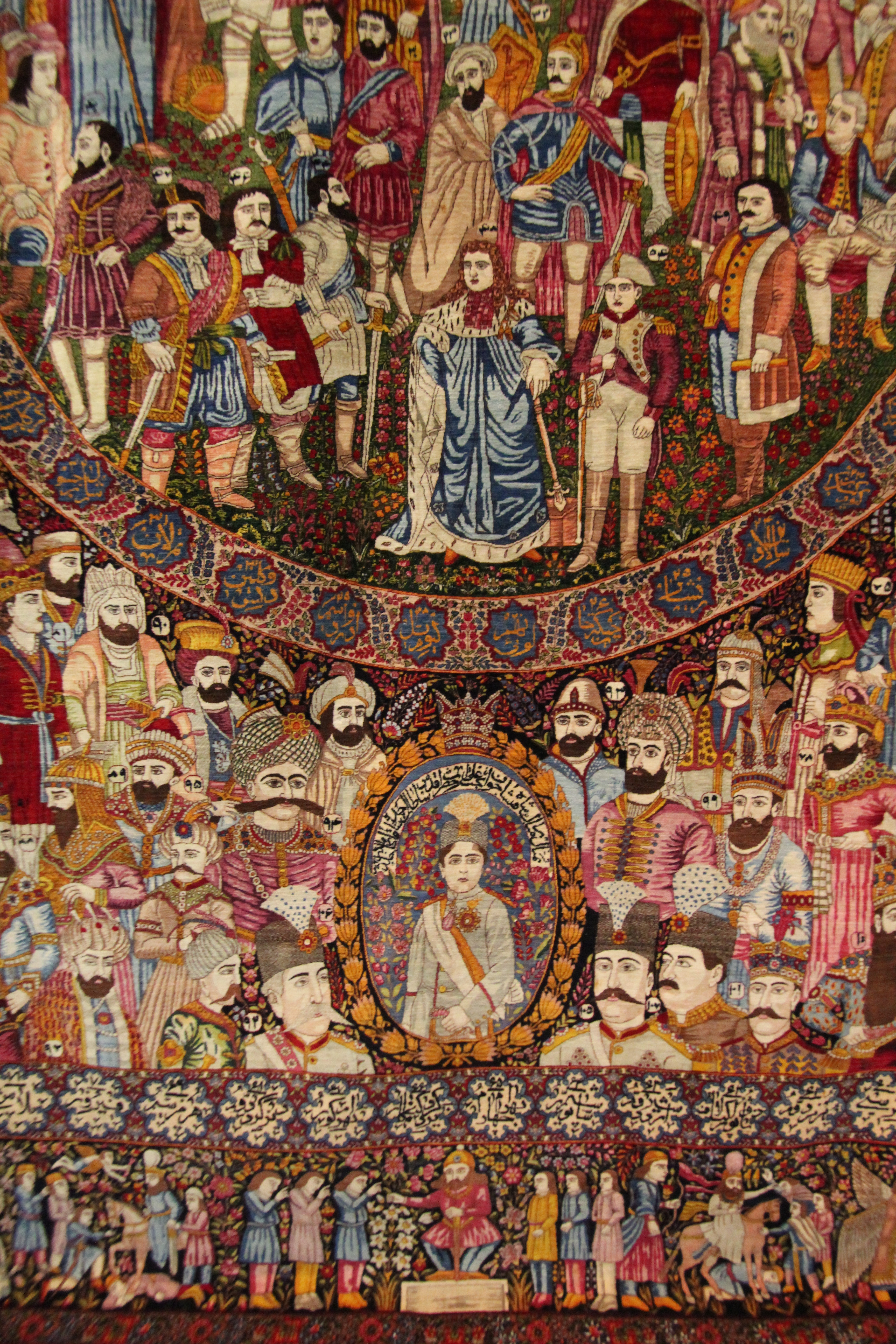
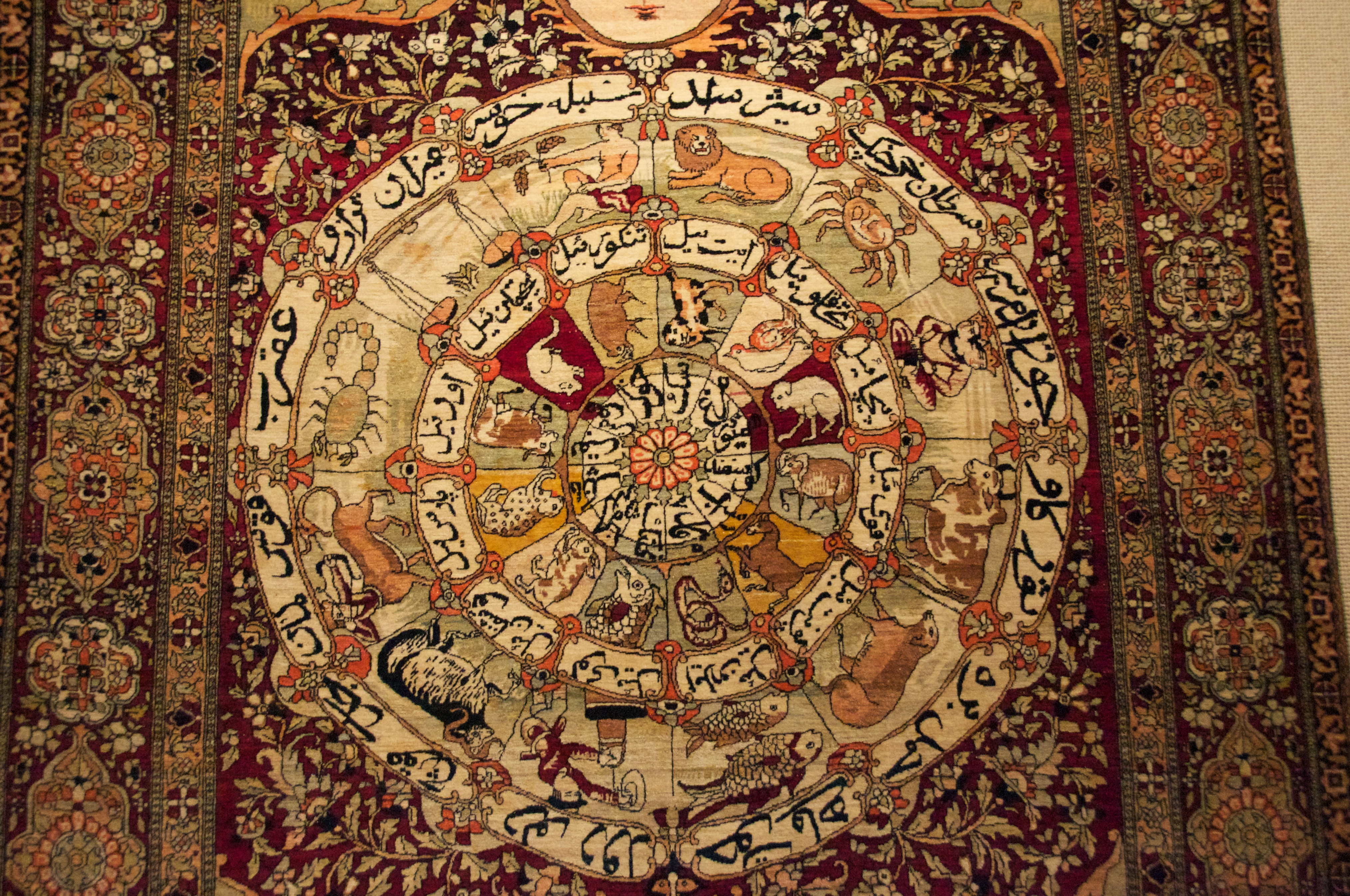

## طالع ايضاً
- السجاد العربي
- السجادة الحمراء
- السجادة البهرستانية
- سجاد فيكاني